# Шамбл
Шамбл (фр. Chambles) насеље је и општина у источној Француској у региону Рона-Алпи, у департману Лоара која припада префектури Монбризон.
По подацима из 2005. године у општини је живело 870 становника, а густина насељености је износила 46 становника/km². Општина се простире на површини од 18,9 km². Налази се на средњој надморској висини од 640 метара (максималној 741 m, а минималној 360 m).

## Демографија
| 1962. | 1968. | 1975. | 1982. | 1990. | 1999. | 2011. |
| ----- | ----- | ----- | ----- | ----- | ----- | ----- |
| 288   | 295   | 356   | 545   | 624   | 762   | 972   |

График промене броја становника у току последњих година